# Orchard House Foods
Orchard House Foods Ltd. ist der größte britische Hersteller von Frischfrucht-Produkten. Dazu zählen Smoothies und Direktsäfte aus Obst und Gemüse, verzehrfertig zubereitetes Frischobst, Frischobstdesserts sowie Zutaten für die Lebensmittelindustrie (beispielsweise Zesten). 
Das Unternehmen verarbeitet in mehreren Betriebsstätten am Hauptsitz in Corby  und in Gateshead mehr als 400 Tonnen Obst und Gemüse pro Woche. Mit insgesamt etwa 1000 Mitarbeitern erzielte es dabei zuletzt rund 40–50 Mio. £ Jahresumsatz. Größter Kunde ist Marks & Spencer.

## Geschichte
Orchard House Foods wurde 1985 von David Long als erstes Unternehmen in Großbritannien, das frischgepressten Orangensaft vermarktete, gegründet. 1999 wurde die in Gateshead ansässige Firma Paradise Foods übernommen und zweiter Produktionsstandort. Ab 2005 gehörte Orchard House Foods zur britischen Gruppe Wellness Foods Ltd. Im Jahr 2012 ließ Orchard House Foods eine im BOO-Modell betriebene Biogasanlage zur Vergärung organischer Produktionsreste installieren, wodurch das Abfallaufkommen um 80 % reduziert werden konnte; das entstehende Methangas wird in einem Blockheizkraftwerk zur Strom- und Wärmeerzeugung genutzt.
Ende 2015 verkaufte Wellness Foods das Tochterunternehmen zu einem ungenannten Preis an die US-amerikanische Hain Celestial Group. Die Transaktion unterliegt noch dem Vorbehalt der Genehmigung durch die britische Wettbewerbsbehörde CMA.

## Belege
1. ↑  http://m.northantstelegraph.co.uk/news/top-stories/corby-based-smoothie-firm-squeezes-400-000kg-of-fruit-and-veg-a-week-1-6656010
2. ↑  https://www.insidermedia.com/insider/national/hain-celestial-snaps-up-uk-fruit-giant
3. ↑  https://uk.linkedin.com/in/paul-devey-079bb414
4. ↑  http://m.newmarketjournal.co.uk/news/business/business-news/corby-juice-firm-is-big-hit-with-m-s-1-6643950@1@2Vorlage:Toter+Link/m.newmarketjournal.co.uk+(Seite+nicht+mehr+abrufbar,+festgestellt+im+Mai+2019.+Suche+in+Webarchiven) Datei:Pictogram+voting+info.svg Info:+Der+Link+wurde+automatisch+als+defekt+markiert.+Bitte+prüfe+den+Link+gemäß+Anleitung+und+entferne+dann+diesen+Hinweis.
5. ↑  Archivierte Kopie (Memento des Originals vom 24. März 2016 im Internet Archive)  Info: Der Archivlink wurde automatisch eingesetzt und noch nicht geprüft. Bitte prüfe Original- und Archivlink gemäß Anleitung und entferne dann diesen Hinweis.
6. ↑  http://www.fruitnet.com/fpj/article/167526/hain-celestial-acquires-orchard-house-foods
7. ↑  http://www.just-food.com/news/hain-celestials-orchard-house-buy-set-for-uk-competition-probe_id132721.aspx